# Oculocornia
Oculocornia orientalis és una espècie d'aranya araneomorfa de la subfamília Erigoninae, dins de la família Linyphiidae. És l'únic membre del gènere monotípic Oculocornia.
És un endemisme de Rússia, on es poden trobar al krai de Primorie.
Fou descrit per primera vegada per T. I. Oliger l'any 1985,